# Rosa prattii
Rosa prattii es una especie de planta del género Rosa, de la familia Rosaceae.

## Taxonomía
Rosa prattii fue descrita por Hemsl. en 1893.

## Distribución
Se encuentra en el territorio central de China.